# Rio Someș

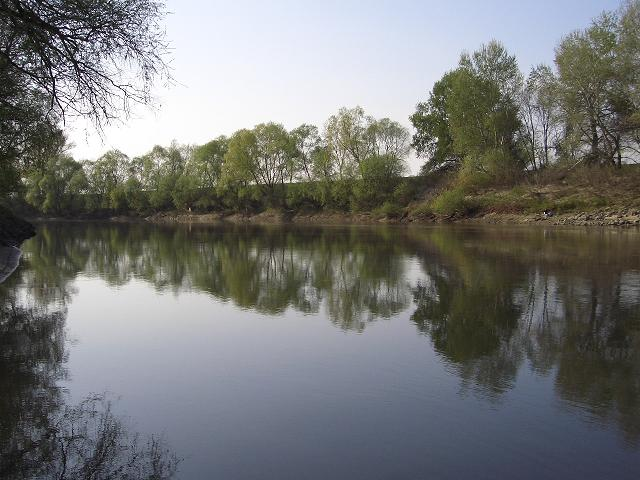
Rio Szamos

O rio Someș (em romeno) ou Szamos (em húngaro) é um rio da Romênia e da Hungria. Nasce da confluência dos rios Someşul Mare e Someşul Mic, na Romênia, e deságua no Rio Tisza, na Hungria. O rio possui 388 km de extensão.